# فينوستي مارونكو
فينوستي مارونكو (مواليد سبتمبر 1992) هو مخرج وممثل ومغني بوروندي.

## حياته
ولد مارونكو في بوروندي في سبتمبر 1992. ودرس في ليسيه تكنولوجيا الكمبيوتر والكهرباء. في 2011، أخرج مارونكو فيلمه القصير الأول «لماذا أنا؟» وهو فيلم تراجيدي عن فتاة قُتلت أسرتها واغتصبها عمها بعد ذلك. عُرض الفيلم في المهرجان الدولي للسينما والمرئيات السمعية في بوروندي. وُصف النقاد جودة الفيلم بأنها تعيد للأذهان الأفلام المنزلية في خمسينيات القرن الماضي. وقد ذكته صحيفة أتلانتا بلاك ستار كونه واحداً من خمسة أفلام أفريقية يجب مشاهدتها.
في 2014، أخرج مارونكو فيلم «حياة عصيبة»، الذي يتناول حياة الشاب بودا الذي يعمل لدى تاجر مخدرات يطلق عليه النار وعلى الرغم من ذلك، ينجو بودا بأعجوبة بعد دخوله في غيبوبة. ترشح فيلم «حياة عصيبة» لجائزة غويدو هويسمانز وجائزة صانعي الأفلام الأفارقة الشباب في مهرجان لوفين الدولي للأفلام القصيرة وحصل على جائزة أفضل فيلم بالإضافة إلى جائزة أفضل صوت في المهرجان الدولي للسينما والمرئيات السمعية في بوروندي.
يُبدي مارونكو اهتماماً بالجماعات المتمردة وتأثيرها على المجتمع، من خلال عمله كمصور فيديو لصحيفة إنترناشيونال بيزنس تايمز.

## أعماله
- 2011: «لماذا أنا؟»[6]
- 2014: «حياة عصيبة»

## وصلات خارجية
- Twitter